# Marolles (Bruxelles)
Il Marolles è un antico quartiere di Bruxelles di forma triangolare che si trova tra il Palazzo di Giustizia, la stazione ferroviaria Gare de Bruxelles-Midi e la Porta di Halle.
All'interno del quartiere si trova la Chiesa di Notre-Dame de la Chapelle e la Place du Jeu de Balle.